# Rizling polka
Rizling polka (2007) je romaneskni prvenec pisatelja Štefana Kardoša. Roman je leta 2008 prejel literarno nagrado kresnik; Cobiss je zabeležil o njem blizu 20 kritiških zapisov.

### Vsebina
Dogajanje je postavljeno med prekmuske gorice, reko in mesto. Cveto Golja izve, da je njegova izbranka Liza, ruska barska plesalka, ki se je pred šestimi leti preselila h Golji na vinogradniško posestvo, noseča. Presrečen Golja v vaški gostilni plača pijačo tamkajšnjim pijancem. Ti vanj zasadijo seme dvoma, da otrok morda ni njegov. Golja najame detektiva, ki odkrije, da je morebitni oče David Švec, ″morski človek z velikim tičem″, moški, ki se mu je zmešalo. Golja kupi pištolo in poskuša Šveca ubiti, preganja ga po gozdu, tu pa ju vidi neimenovani pripovedovalec, ki se tam skriva s svojo ljubimko Betko. Golja Šveca zaradi posredovanja policije nazadnje ne ustreli. Pripovedovalec pa, ki je bil pred dvajsetimi leti Goljev srednješolski sošolec, izve, da je njegova ljubimka Betka v resnici Liza. V epilogu se pripovedovalec na vinskem sejmu sreča z Goljo, ki ga pozdravi kot starega prijatelja in ga povabi na trgatev, kjer se pripovedovalec po več mesecih sreča z Betko oz. Lizo. Ta se dela, da ga ne pozna. Pripovedovalec opazi, da je Liza noseča. Ko mu Golja omeni, da so zdravniki dejali, da je neploden, pa je vmes posegel bog in sedaj je njegova Liza le noseča, pripovedovalec spozna, da je Lizin otrok v resnici njegov. To spoznanje ga prizadane in odloči se, da se bo umaknil od sveta v hišo svojih staršev, ki stoji v samoti. Zgodbo konča prvoosebno razmišljanje pripovedovalca o preteklih dogodkih in o tem, da bo poskušal obnoviti svoj zakon, ki je propadel zaradi njegovega varanja.

### Pripovedovalec
V romanu se prepletata dva pripovedovalca, prvoosebni in tretjeosebni. Prvoosebni pripovedovalec v prologu in epilogu razlaga o dogodkih osrednjega dela romana. Tudi v osrednjem delu se vključi, in sicer z opombami pod črto, kjer bralec razpozna, da je pripovedovalec tudi neposredno vpleten v potek dogajanja. Prolog in epilog mu služita za okvirno zgodbo in refleksijo o preteklih dogodkih, na katere je tudi sam vplival. Prepletanje prvo- in tretjeosebnega pripovedovalca in njegovo postopno razkrivanje kot soudeleženega v zgodbi v romanu ustvarjata suspenz, ki bralca pušča v napeti negotovosti vse do epiloga.